# Casatorre
La casatorre (o casa torre) è una costruzione fortificata, una rocca con funzioni sia militari che abitative in auge nel medioevo a partire dal X secolo.

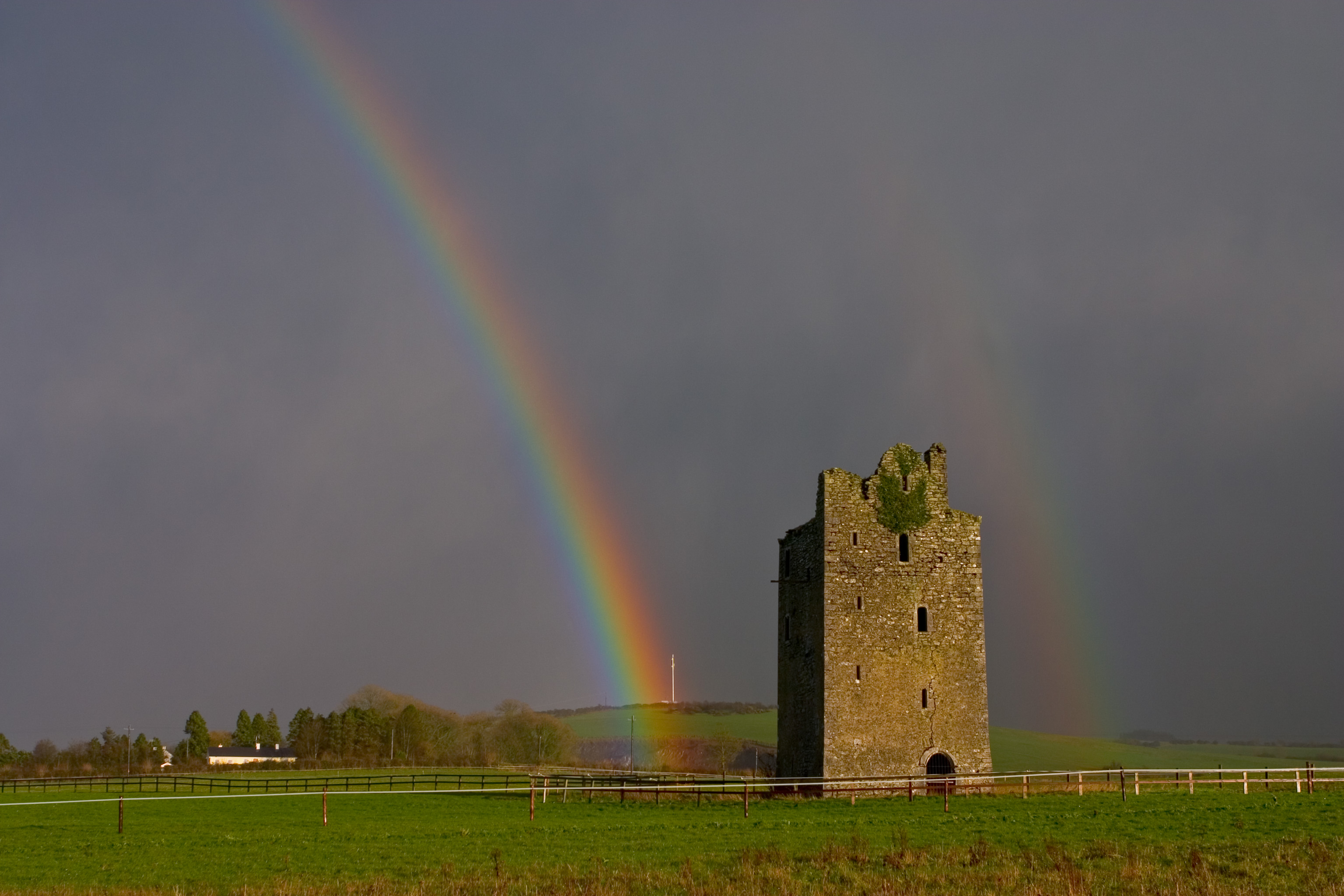
Una casatorre in Irlanda

## Struttura

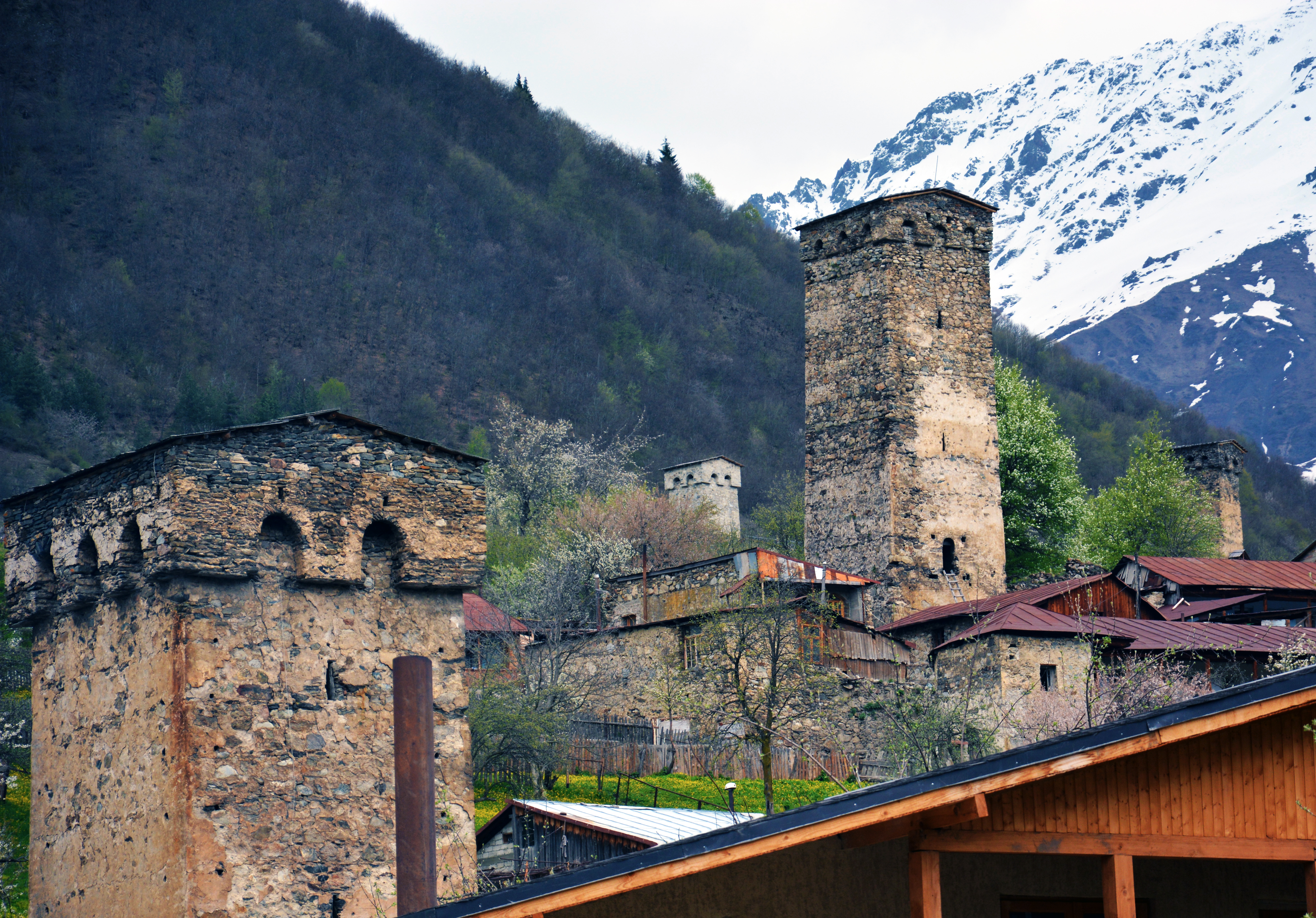
Casetorri in Svanezia (Georgia)

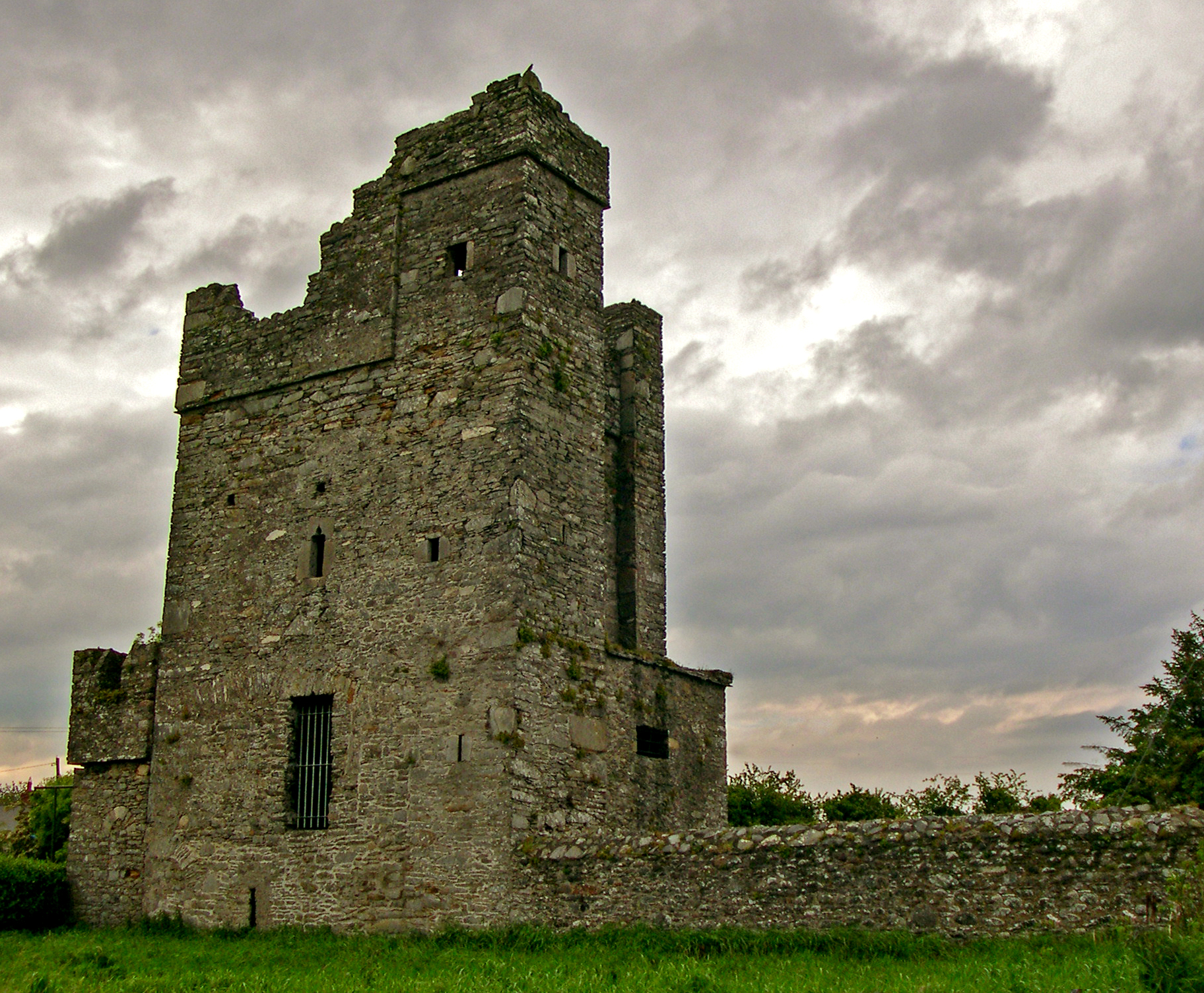
Termonfekin Castle in Irlanda

La rocca in origine costruita in pietra con funzione difensiva, presenta una struttura massiccia solitamente a forma rettangolare, con il caratteristico torrione centrale che dotava gli occupanti della casa a torre di un punto strategico di osservazione, segnalazione e difesa dall'alto.
La casa a torre solitamente è dotata di un pozzo per l'acqua, un cortile ed un rimessaggio per animali e mezzi. L'accesso all'interno dell'edificio solitamente presenta uno o più archivolti (recanti lo stemma araldico dei signori locali) per permettere l'ingresso a cavallo e che un tempo venivano sigillati, quando necessario, da massicci portali; le mura sono sempre spesse, le finestre piccole e protette da inferriate. Non sono infrequenti volte a vela, bifore, scaloni interni e un sistema di sottopassaggi interrati.

## Funzione

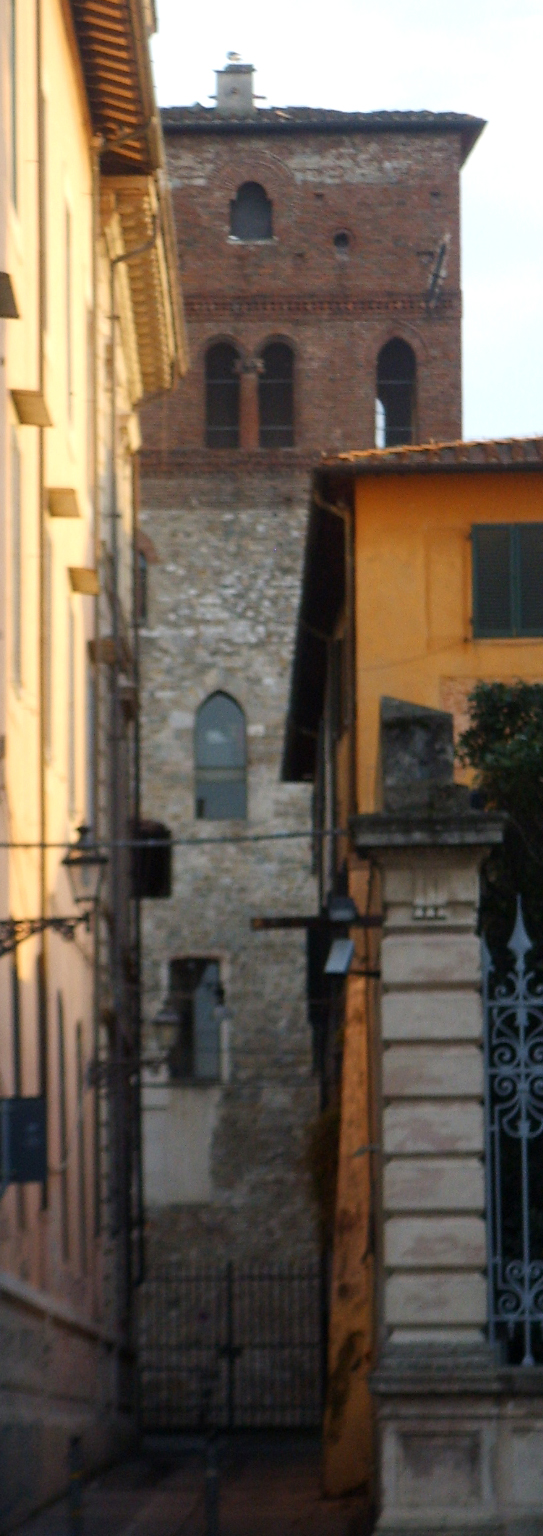
La Torre Lanfreducci a Pisa

Le casetorri venivano per lo più costruite ed impiegate in zone di difficile accesso durante il medioevo per presidiare ed all'occasione difendere, con forze esigue ma efficacemente, un passo o un punto strategico in aree montagnose o costituite da rilievi importanti, ma anche su crocevia o direttive da controllare. Parallelamente alla funzione tattica militare erano anche utilizzate come abitazioni padronali.

## Esempi

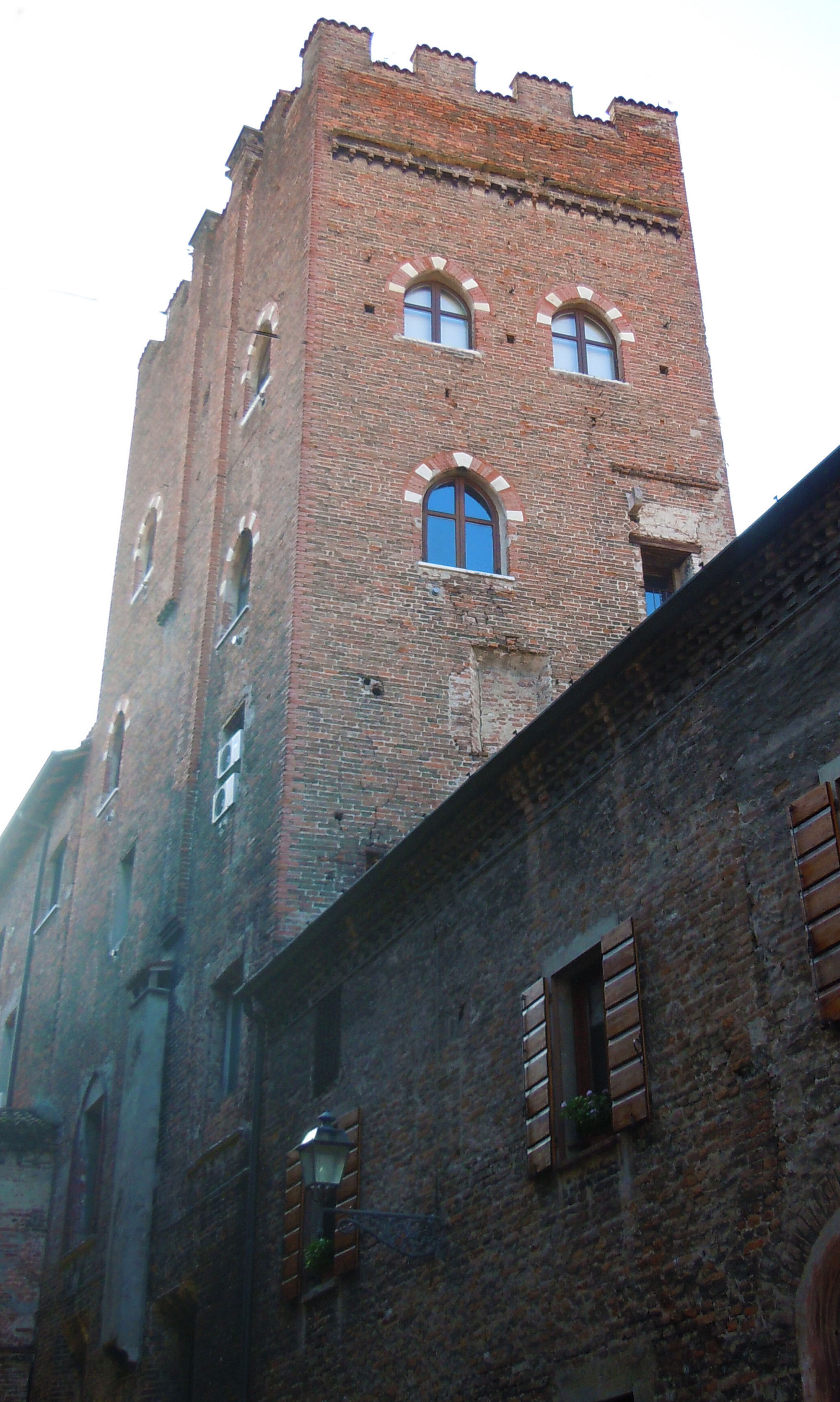
Mantova, Casa torre dei Bonacolsi

### Europa

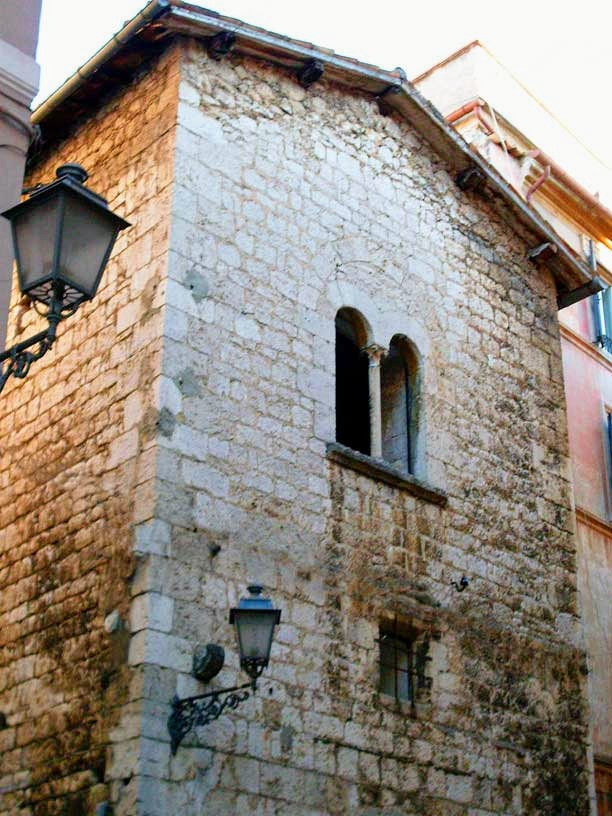
Casatorre medievale XIII secolo, Alatri

Nell'urbanistica medioevale europea occidentale sono largamente diffusi esempi di tipi architettonici di casa a torre dal X secolo; ancor oggi si possono visitare in Inghilterra, Irlanda, Scozia, Galles, Francia ed Italia. Qualche traccia di queste costruzioni si ritrova anche in Germania, Polonia ed altrove in centro Europa.
Le casetorri sono tipiche anche di culture mediterranee in cui sia stato presente storicamente l'istituto giuridico della faida (come nell'Italia medievale, sopramenzionata): con questa funzione, ad esempio, vecchie casetorri note come kulla punteggiano ancor oggi il Nord ghego dell'Albania; strutture affini sopravvivono a Mani e a Creta, regioni della Grecia un tempo note per questa pratica.

### Caucaso e Asia

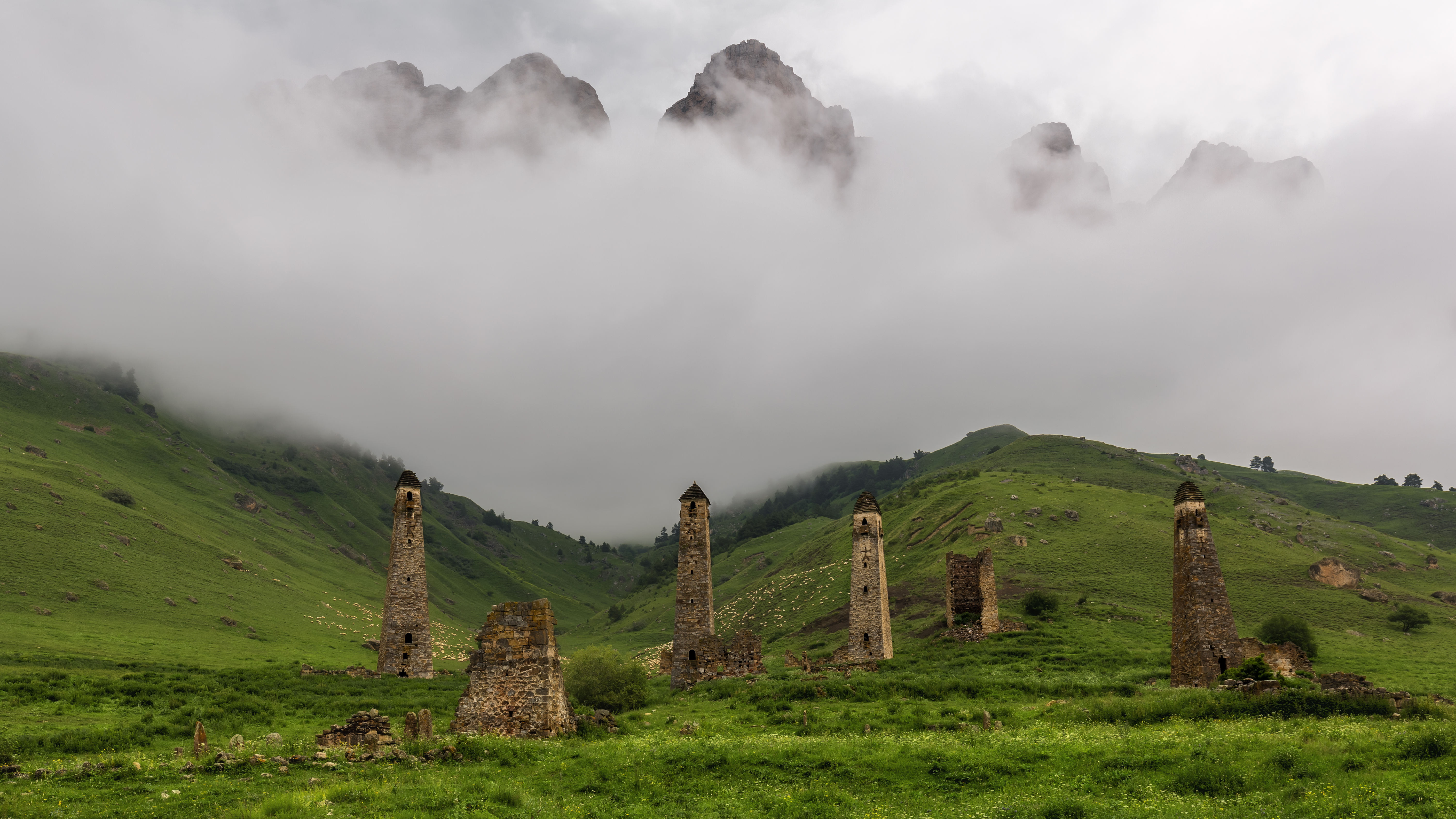
Villaggio di case torri nel Caucaso

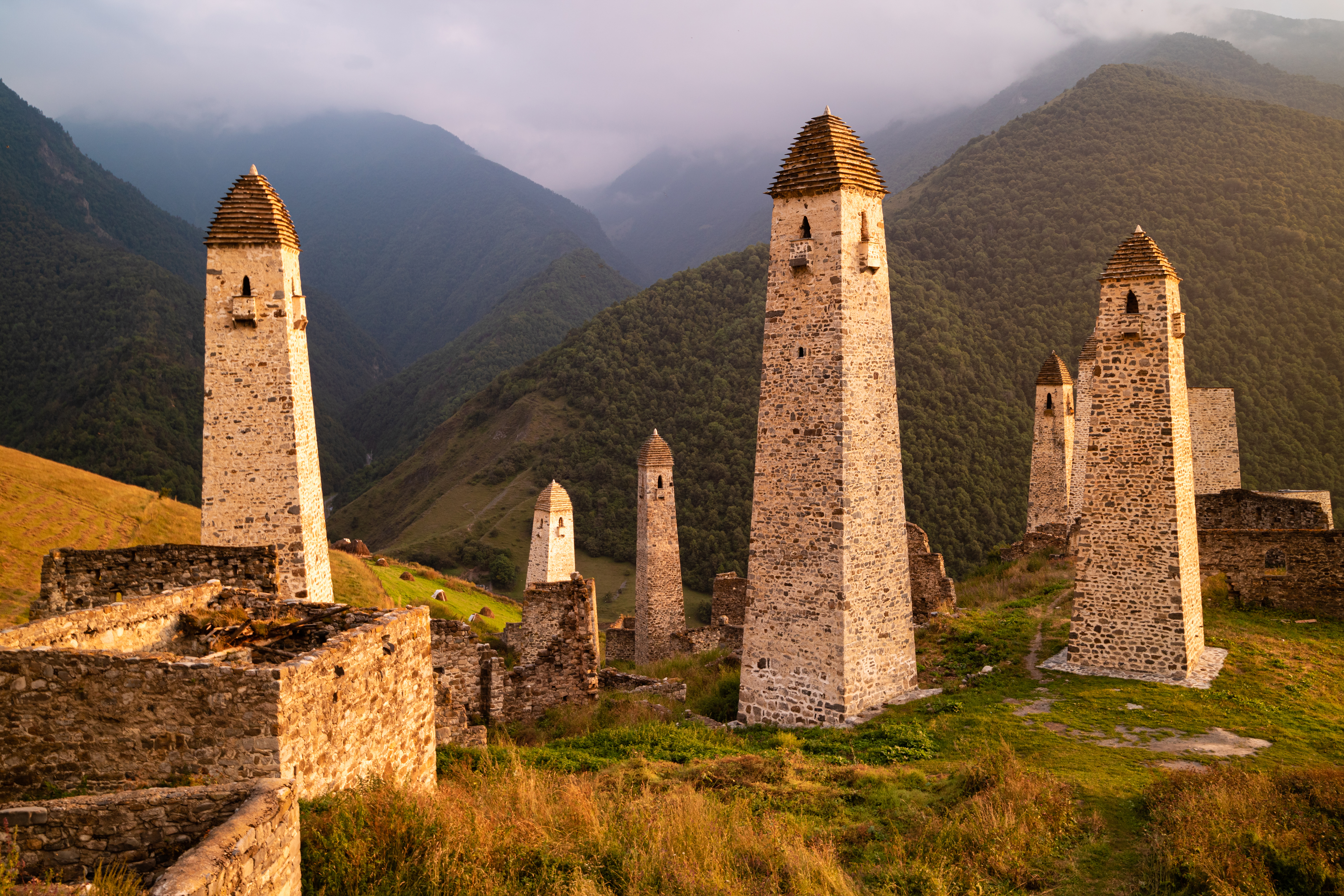
Rovine di un insediamento di case torri in Inguscezia

Nel Caucaso Settentrionale, nelle attuali regioni della Svanezia, della Cecenia e della Inguscezia, per la forte competizione per le poche risorse naturali, sono presenti numerose case torri costruite a cominciare dall'VIII secolo D.C. raggruppate in piccoli villaggi, di solito posti sopra alture di difficile accesso. Tali costruzioni sono di cinque o più raramente sei piani, con ingresso posto al livello superiore. Costruzioni simili si svilupparono in Georgia, avendo lo scopo di difendere i piccoli proprietari terrieri dalle incursioni dei piccoli feudatari vicini. Caratteristica dell'area era la costruzione di villaggi composti da sole case torri, che tuttora sopravvivono nelle regioni sopracitate.
Similmente alle casetorri caucasiche, anche in Tibet sono presenti costruzioni riconducibili a questa tipologia edilizia, apparse alla fine del XIV secolo. Possono raggiungere i quindici metri di altezza, e avevano la funzione di mostrare il prestigio dei proprietari nei confronti della comunità locale.
In Yemen, la città di Shibam è composta da case torri alte fino a nove piani. La particolarità è che tali casetorri sono costruite con mattoni di fango.

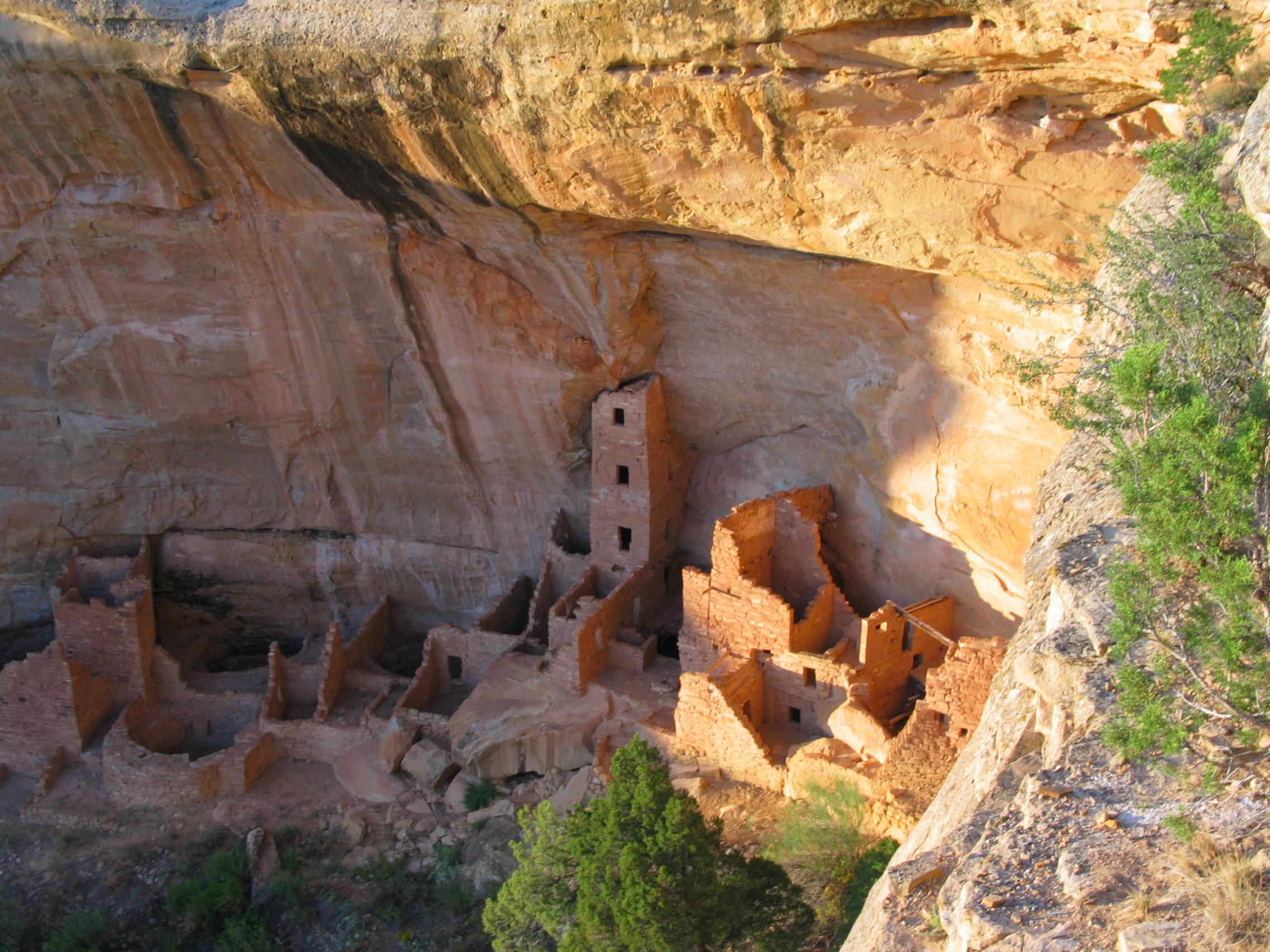
Esempio di casatorre della Mesa Verde

### America
Probabilmente la più nota casatorre negli Stati Uniti d'America è la rovina dell'antico anasazi della Mesa Verde in Colorado.